# 22 de agosto
22 de agosto é o 234.º dia do ano no calendário gregoriano (235.º em anos bissextos). Faltam 131 dias para acabar o ano.

## Eventos históricos

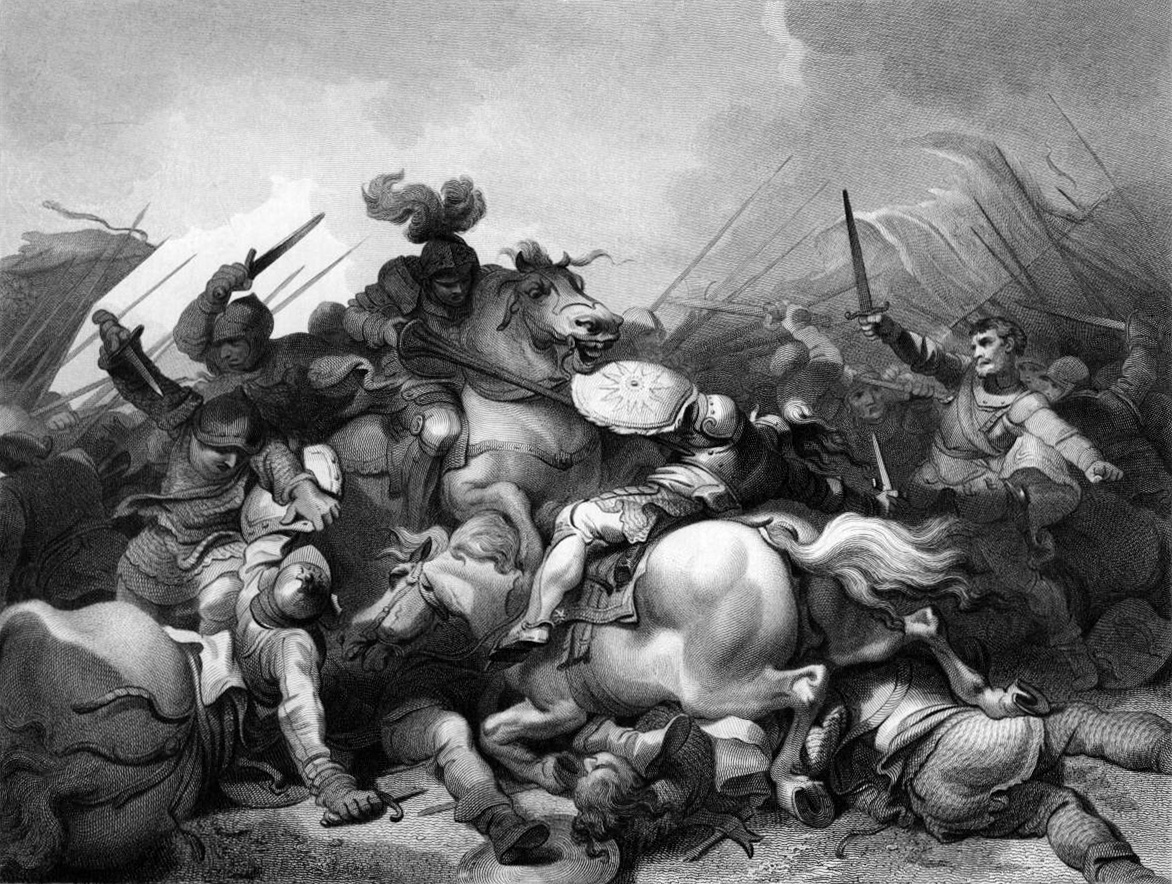
1485: Batalha de Bosworth Field e a morte de Ricardo III

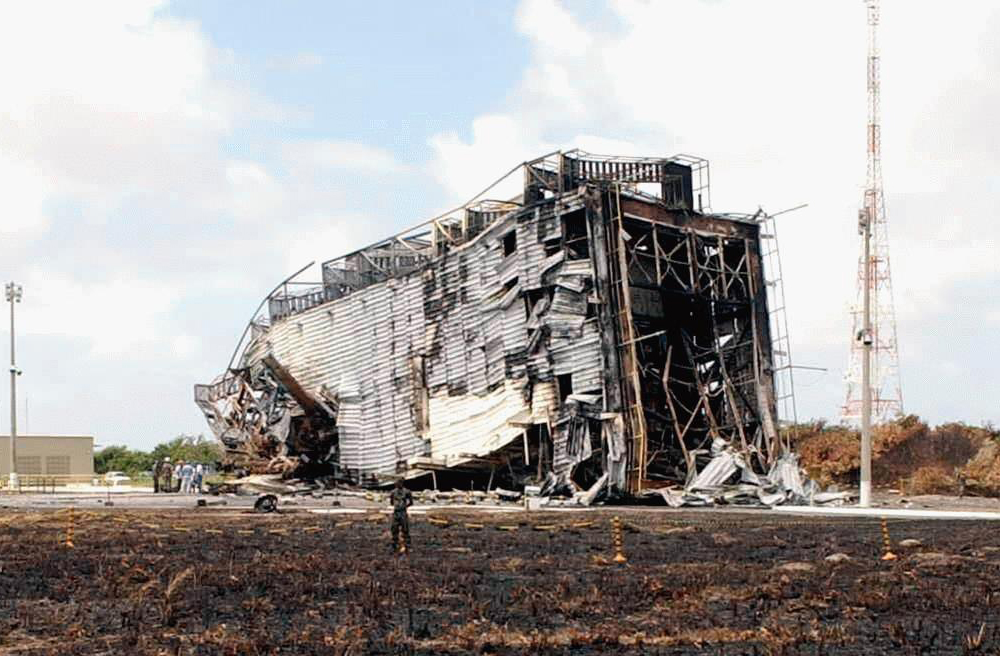
2003: Explosão do foguete brasileiro VLS-1 V3

- 0392 — Arbogasto elege Eugênio novo imperador romano do Ocidente.
- 1153 — Guerras Cruzado-Fatímidas: a fortaleza de Ascalon é entregue pelo Egito fatímida a um exército de cruzados, templários e hospitalários liderados pelo rei Balduíno III de Jerusalém.[1]
- 1409 — João Francisco Gonzaga, Marquês de Mântua casa-se com Paula Malatesta, em Pésaro, na atual Itália.
- 1485 — Batalha de Bosworth Field, a morte de Ricardo III e o fim da Dinastia Plantageneta.
- 1559 — O arcebispo espanhol Bartolomé Carranza é preso por heresia.
- 1614 — Revolta de Fettmilch: os judeus são expulsos de Frankfurt, Sacro Império Romano-Germânico, após a pilhagem da Judengossa.
- 1639 — Madras (atual Chenai), Índia, é fundada pela Companhia Britânica das Índias Orientais em um pedaço de terra comprado dos governantes Nayak locais.
- 1642 — Carlos I eleva seu estandarte em Nottingham, dando início à Guerra Civil Inglesa.
- 1770 — James Cook nomeia e desembarca na Ilha Possession - uma pequena ilha no grupo de Ilhas do Estreito de Torres -,  e reivindica a costa leste da Austrália para a Grã-Bretanha como Nova Gales do Sul.
- 1780 — O navio HMS Resolution de James Cook retorna à Inglaterra (Cook foi morto no Havaí durante a viagem).
- 1791 — Início da Revolução dos Escravos do Haiti em Saint-Domingue, Haiti.
- 1798 — Tropas francesas desembarcam em Kilcummin, condado de Mayo, na Irlanda, para ajudar na rebelião.
- 1846 — A Segunda República Federal do México é estabelecida.
- 1849
  - Ocorre o primeiro ataque aéreo da história; A Áustria lança balões sem piloto contra a cidade de Veneza.
  - Incidente do Passaleão: João Maria Ferreira do Amaral, governador da Macau portuguesa, é assassinado por um grupo de chineses locais, desencadeando um confronto militar entre China e Portugal na Batalha do Passaleão três dias depois.
- 1851 — A primeira America's Cup é vencida pelo iate America.
- 1864 — Doze nações assinam a Primeira Convenção de Genebra, estabelecendo as regras de proteção das vítimas de conflitos armados.
- 1875 — Ratificado o Tratado de São Petersburgo entre o Japão e a Rússia, prevendo a troca da ilha Sacalina pelas Ilhas Curilas.
- 1894 — Mahatma Gandhi forma o Congresso Indiano de Natal para combater a discriminação contra os comerciantes indianos na colônia de Natal.
- 1902
  - Pelo menos 6 000 pessoas são mortas pelo terremoto de magnitude 7,7 em Kashgar nas montanhas Tien Shan.[2]
  - Fundação da Cadillac Motor Company.
- 1910 — A Coreia é anexada pelo Japão com a assinatura do Tratado de Anexação Japão-Coreia, iniciando um período do domínio japonês da Coreia que durou até o final da Segunda Guerra Mundial.
- 1941 — Segunda Guerra Mundial: as tropas alemãs iniciam o Cerco de Leningrado.
- 1942 — O Brasil declara guerra à Alemanha, Japão e Itália.
- 1947 — A Universidade Católica de São Paulo recebe o título de "pontifícia" pelo Papa Pio XII.
- 1953 — A colônia penal na Ilha do Diabo é permanentemente fechada.
- 1962 — A OAS tenta assassinar o presidente francês Charles de Gaulle.
- 1963 — X-15 voo 91 atinge a altitude mais alta do programa X-15 (107,96 km).
- 1965 — Estreia do programa televisivo Jovem Guarda exibido pela TV Record, que consolida o nome do novo movimento cultural no Brasil a Jovem Guarda.
- 1968 — O Papa Paulo VI chega a Bogotá, Colômbia. É a primeira visita de um papa à América Latina.
- 1972 — A Rodésia é expulsa pelo Comitê Olímpico Internacional por suas políticas racistas.
- 1973 — O Congresso Nacional do Chile vota a favor de uma resolução condenando o governo do presidente Salvador Allende e exige que ele renuncie ou seja destituído por força e novas eleições.
- 1985 — Voo British Airtours 28M sofre um incêndio no motor durante a decolagem no aeroporto de Manchester. Os pilotos abortam, mas devido a procedimentos ineficientes de evacuação, 55 pessoas morrem, principalmente por inalação de fumaça.
- 1991 — A Islândia é a primeira nação do mundo a reconhecer a independência dos estados bálticos.
- 1999 — O voo 642 da China Airlines cai no Aeroporto Internacional de Hong Kong, matando três pessoas e ferindo outras 208.[3]
- 2003 — Explosão do foguete brasileiro VLS-1 V3 no Centro de Lançamento de Alcântara mata 21 técnicos civis.
- 2004 — Versões de O Grito e Madonna, duas pinturas de Edvard Munch, são roubadas sob a mira de uma arma de um museu em Oslo, Noruega.
- 2006
  - Grigori Perelman é premiado com a Medalha Fields por sua demonstração da conjectura de Poincaré em matemática, mas se recusa a aceitar a medalha.
  - Pulkovo Aviation Enterprise o voo 612 cai perto da fronteira russa sobre o leste da Ucrânia, matando todas as 170 pessoas a bordo.
- 2017 — Naufrágio da embarcação a motor B/M Capitão Ribeiro no rio Xingu, imediações da Vila do Maruá, causando a morte de pelo menos vinte e três pessoas.
- 2024 — Início dos incêndios causam mortes e evacuações no estado brasileiro de São Paulo.

## Nascimentos

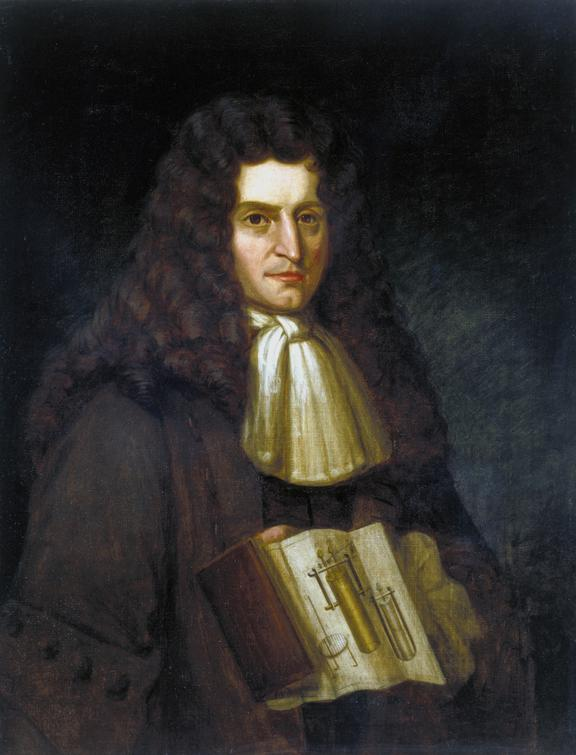
Denis Papin

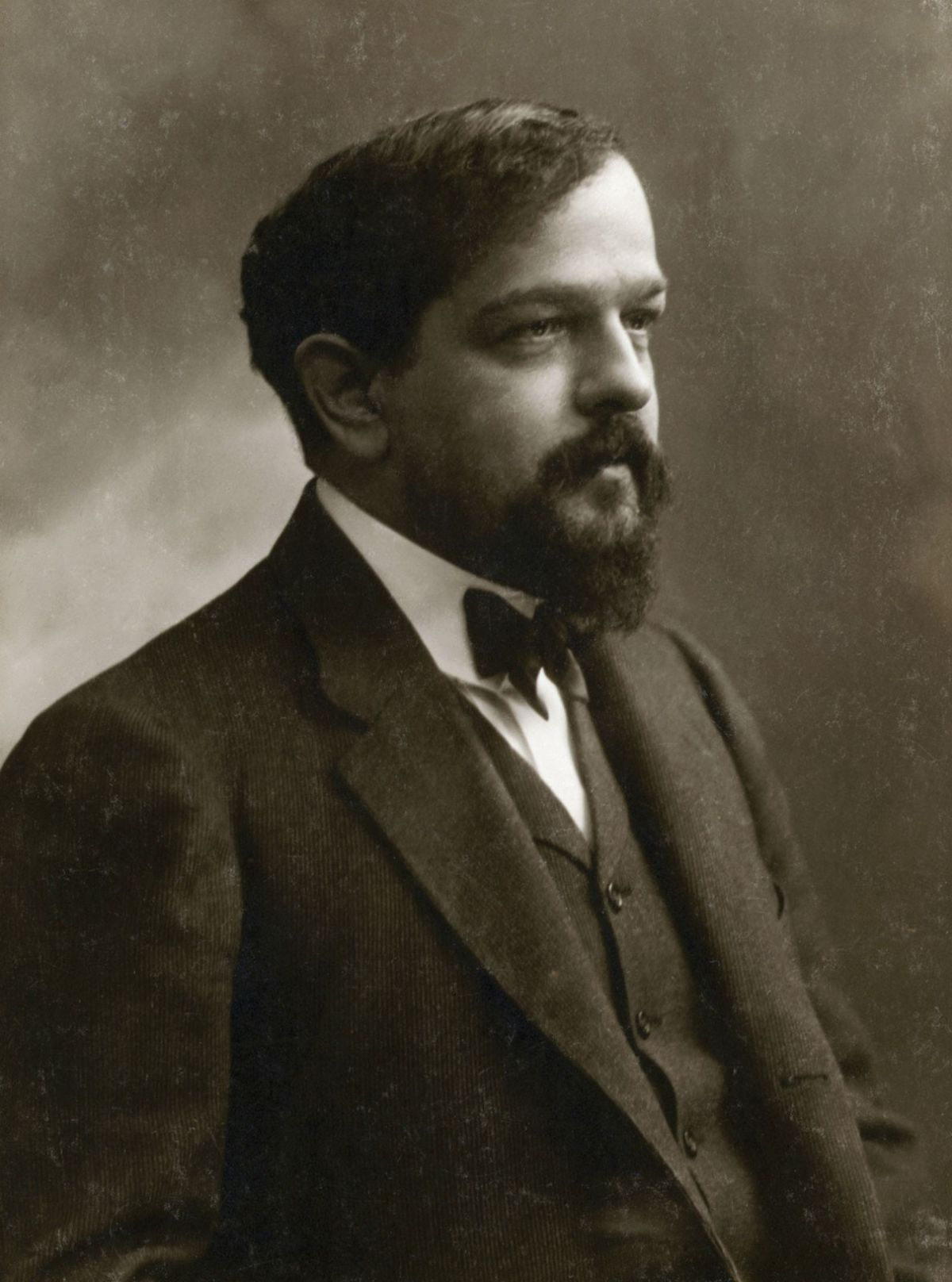
Claude Debussy

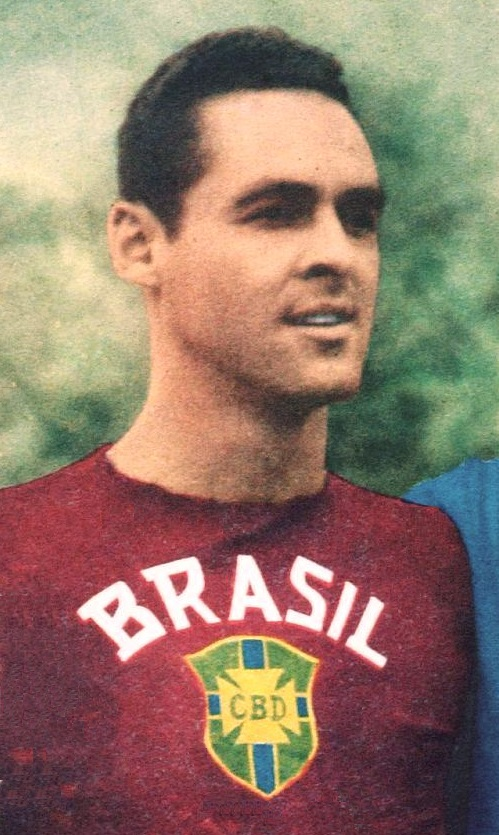
Gylmar dos Santos Neves

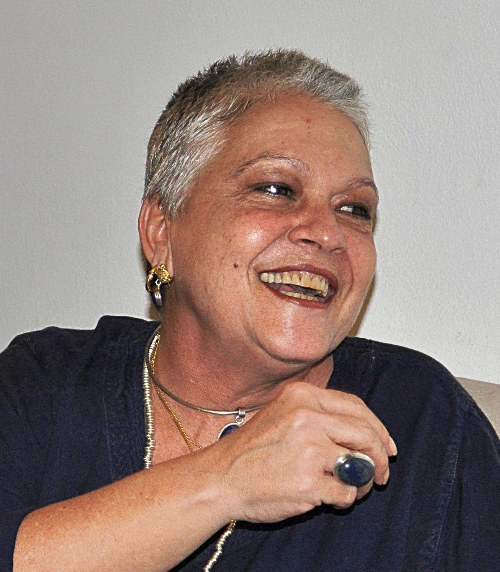
Regina Dourado

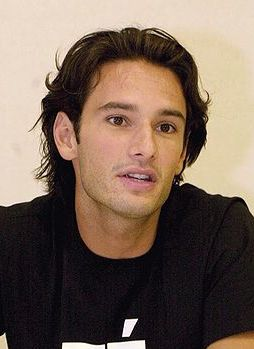
Rodrigo Santoro

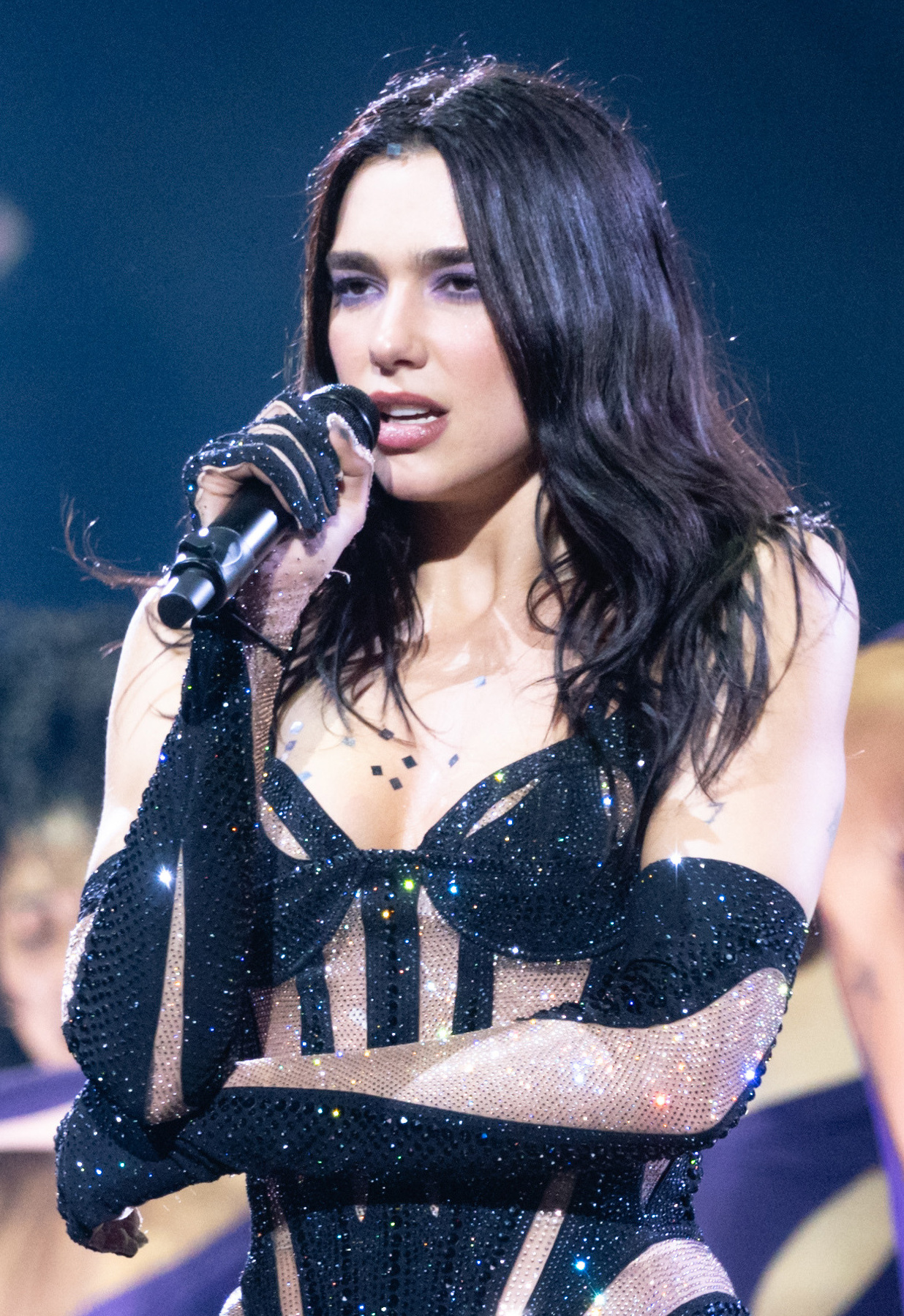
Dua Lipa

### Anteriores ao século XIX
- 1647 — Denis Papin, matemático e físico francês (m. 1712).
- 1673 — Natália Alexeivena, Czarevna da Rússia (m. 1716).
- 1760 — Papa Leão XII (m. 1829).
- 1764 — Charles Percier, arquiteto francês (m. 1838).
- 1773 — Aimé Bonpland, médico, explorador e botânico francês (m. 1858).
- 1778 — James Kirke Paulding, escritor e político estadunidense (m. 1860).
- 1787 — Christian Friedrich von Stockmar, político e diplomata belga (m. 1863).
- 1796 — David Canabarro, militar brasileiro (m. 1867).
- 1800 — Inácio de Sousa Rolim, sacerdote católico e educador brasileiro (m. 1899).

### Século XIX
- 1818 — Rudolf von Ihering, jurista alemão (m. 1892).
- 1823 — Manolache Costache Epureanu, político romeno (m. 1880).
- 1834 — Samuel Pierpont Langley, astrônomo e físico estadunidense (m. 1906).
- 1836 — Louis Charles Émile Lortet, botânico e zoólogo francês (m. 1909).
- 1840 — Fabriciano Felisberto Carvalho de Brito, militar e político brasileiro (m. 1921).
- 1841 — Joaquín Crespo, político venezuelano (m. 1898).
- 1845 — Guilherme, Príncipe de Wied (m. 1907).
- 1854 — Milan I da Sérvia (m. 1901).
- 1860
  - Paul Nipkow, inventor alemão (m. 1940).
  - Gustaf Fröding, poeta e escritor sueco (m. 1911).
- 1862 — Claude Debussy, compositor francês (m. 1918).
- 1867 — Charles Francis Jenkins, inventor estadunidense (m. 1934).
- 1871 — Franz Kossmat, geólogo e mineralogista alemão (m. 1938).
- 1874 — Max Scheler, filósofo e autor alemão (m. 1928).
- 1880
  - George Herriman, cartunista estadunidense (m. 1944).
  - Lajos Bíró, roteirista húngaro (m. 1948).
  - Charles Arling, ator canadense (m. 1922).
- 1887
  - Lutz Schwerin von Krosigk, político alemão (m. 1977).
  - Walther von Seydlitz-Kurzbach, militar alemão (m. 1976).
- 1891 — Jacques Lipchitz, escultor lituano (m. 1973).
- 1893
  - Dorothy Parker, escritora estadunidense (m. 1967).
  - Cecil Kellaway, ator britânico (m. 1973).

### Século XX

#### 1901–1950
- 1902
  - Leni Riefenstahl, cineasta alemã (m. 2003).
  - Francisco Rebolo, pintor brasileiro (m. 1980).
- 1903 — Xenia Georgievna, princesa russa (m. 1965).
- 1904 — Deng Xiaoping, político chinês (m. 1997).
- 1908 — Henri Cartier-Bresson, fotógrafo, fotojornalista e desenhista francês (m. 2004).
- 1909 — Julius J. Epstein, roteirista estadunidense (m. 2000).
- 1910 — Lucille Ricksen, atriz estadunidense (m. 1925).
- 1912
  - Stanislavs Ladusãns, padre e filósofo letão (m. 1993).
  - François Tosquelles, psiquatra espanhol (m. 1994).
- 1913 — Bruno Pontecorvo, físico italiano (m. 1993).
- 1917 — John Lee Hooker, cantor e guitarrista estadunidense (m. 2001).
- 1919 — Said Mohamed Djohar, político e jurista comorense (m. 2006).
- 1920
  - Ray Bradbury, escritor estadunidense (m. 2012).
  - Olle Åhlund, futebolista e treinador de futebol sueco (m. 1996).
- 1922
  - Henrique Müller, bispo brasileiro (m. 2000).
  - Micheline Presle, atriz francesa (m. 2024).
  - Theoni V. Aldredge, figurinista greco-americana (m. 2011).
- 1923 — Rubem Franca, médico escritor brasileiro, conhecedor de Os Lusíadas (m. 2016).
- 1924
  - Juan Carlos González, futebolista uruguaio (m. 2010).
  - Madame Nhu, primeira-dama vietnamita (m. 2011).
  - James Kirkwood Jr., escritor e autor teatral norte-americano (m. 1989).
- 1925 — Honor Blackman, atriz britânica (m. 2020).
- 1928 — Karlheinz Stockhausen, compositor alemão (m. 2007).
- 1930 — Gylmar dos Santos Neves, futebolista brasileiro (m. 2013).
- 1931 — Ruy Guerra, cineasta brasileiro.
- 1933
  - Sylva Koscina, atriz italiana (m. 1994).
  - Ciro Nogueira Lima, empresário e político brasileiro (m. 2013).
  - Milton Kuelle, ex-futebolista e político brasileiro.
- 1934 — Norman Schwarzkopf, militar estadunidense (m. 2012).
- 1935 — Annie Proulx, jornalista e escritora estadunidense.
- 1937
  - Ary Toledo, humorista brasileiro (m. 2024).
  - Rifaat al-Assad, militar e político sírio.
- 1939 — Bradley Lord, patinador artístico estadunidense (m. 1961).
- 1941 — Bill Parcells, ex-treinador de futebol americano estadunidense.
- 1943
  - Edson de Godoy Bueno, médico e empresário brasileiro (m.  2017).
  - Nahas Angula, político namibiano.
  - Masatoshi Shima, engenheiro de computadores japonês.
- 1944 — Peter Hofmann, tenor e ator tcheco (m. 2010).
- 1945
  - David Chase, diretor, produtor cinematográfico e roteirista estadunidense.
  - Sylvia Vrethammar, cantora sueca.
- 1946 — Luiz Américo, cantor e compositor brasileiro.
- 1947
  - Ian Scheckter, ex-automobilista sul-africano.
  - Cindy Williams, atriz norte-americana (m. 2023).
- 1948 — David Marks, músico norte-americano.
- 1949 — Ilunga Mwepu, futebolista congolês (m. 2015).
- 1950 — Richard Trinkler, ex-ciclista suíço.

#### 1951–2000
- 1951 — Gordon Liu, ator e artista marcial chinês.
- 1952
  - Santiago Santamaría, futebolista argentino (m. 2013).
  - Isabel Medina, atriz e encenadora portuguesa.
- 1953
  - Regina Dourado, atriz brasileira (m. 2012).
  - Paul Ellering, ex-lutador profissional norte-americano.
  - Kevin O'Neill, desenhista britânico (m. 2022).
- 1955 — Ann Kiyomura, ex-tenista norte-americana.
- 1956 — Paul Molitor, ex-jogador de beisebol norte-americano.
- 1957 — Steve Davis, jogador de snooker britânico.
- 1958
  - Colm Feore, ator estadunidense.
  - Vernon Reid, guitarrista e compositor britânico.
- 1959
  - Mark Williams, ator, apresentador e roteirista britânico.
  - Peter Gerhardsson, ex-futebolista e treinador de futebol sueco.
- 1960 — Regina Taylor, atriz norte-americana.
- 1961
  - Andrés Calamaro, músico argentino.
  - Debbi Peterson, musicista estadunidense.
  - Roland Orzabal, cantor e compositor britânico.
  - Aleksandr Dvornikov, militar russo.
- 1962 — Viktor Bryzhin, ex-velocista ucraniano.
- 1963
  - Tori Amos, cantora, compositora e pianista estadunidense.
  - João Batista da Silva, ex-velocista brasileiro.
- 1964
  - Andrew Wilson, ator norte-americano.
  - Renata Lo Prete, jornalista brasileira.
  - Mats Wilander, ex-tenista sueco.
  - Tarcísio Filho, ator brasileiro.
- 1965
  - Patricia Hy-Boulais, ex-tenista canadense.
  - David Reimer, homem canadense que foi criado como uma menina após uma circuncisão malfeita (m. 2004).
- 1966
  - Alexandre Torres, ex-futebolista brasileiro.
  - Rob Witschge, ex-futebolista neerlandês.
  - GZA, 'rapper norte-americano.
  - Ismo Falck, ex-arqueiro finlandês.
- 1967
  - Layne Staley, músico estadunidense (m. 2002).
  - Adewale Akinnuoye-Agbaje, ator britânico.
  - Ty Burrell, ator estadunidense.
  - Yukiko Okada, cantora, modelo e atriz japonesa (m. 1986).
  - Paul Ereng, ex-atleta queniano.
- 1968
  - Aleksandr Mostovoy, ex-futebolista russo.
  - Horst Skoff, tenista austríaco (m. 2008).
- 1970 — Gianluca Ramazzotti, ator italiano.
- 1971
  - Richard Armitage, ator britânico.
  - Glen De Boeck, ex-futebolista e treinador de futebol belga.
  - Júlio Lóssio, médico e político brasileiro.
- 1972 — Max Wilson, automobilista brasileiro.
- 1973
  - Howie Dorough, cantor estadunidense.
  - Beenie Man, cantor, compositor e produtor musical jamaicano.
  - Kristen Wiig, atriz e comediante estadunidense.
  - Okkert Brits, ex-atleta de salto com vara sul-africano.
- 1974
  - Diego López, ex-futebolista e treinador de futebol uruguaio.
  - Luz Elena González, atriz mexicana.
- 1975
  - Rodrigo Santoro, ator brasileiro.
  - Franco Squillari, ex-tenista argentino.
  - Clint Bolton, ex-futebolista australiano.
  - Salvador Carmona, ex-futebolista mexicano.
- 1976
  - Lía Borrero, modelo panamenha.
  - Júlio César Pinheiro, ex-futebolista brasilo-mexicano.
  - Daniel Bennett, árbitro de futebol sul-africano.
  - Elena Tatarkova, ex-tenista ucraniana.
- 1977
  - Heiðar Helguson, ex-futebolista islandês.
  - John Restrepo, ex-futebolista colombiano.
- 1978
  - James Corden, ator, comediante e apresentador britânico.
  - Jeff Stinco, guitarrista canadense.
  - Oscar Filho, humorista brasileiro.
  - Irandhir Santos, ator brasileiro.
- 1979
  - Giuseppe Mascara, ex-futebolista italiano.
  - Jennifer Finnigan, atriz canadense.
- 1980 — André Galiassi, ex-futebolista brasileiro.
- 1981
  - Rodrigo Nehme, ator mexicano.
  - Siyabonga Nkosi, ex-futebolista sul-africano.
- 1982 — Carol Bensimon, escritora e tradutora brasileira.
- 1984
  - Lee Camp, futebolista britânico.
  - Chad Marshall, ex-futebolista estadunidense.
  - Tatiana Guderzo, ciclista italiana.
- 1985
  - Reto Hollenstein, ciclista suíço.
  - Jey Uso, wrestler norte-americano.
  - Jimmy Uso, wrestler norte-americano.
- 1986
  - Keiko Kitagawa, atriz japonesa.
  - Paula Barbosa, atriz e cantora brasileira.
  - Stephen Ireland, ex-futebolista irlandês.
  - Augusto Ramos Soares, ex-fundista timorense.
  - Norman Bröckl, canoísta alemão.
- 1987
  - Mischa Zverev, tenista alemão.
  - Apollo Crews, lutador profissional estadunidense.
  - Gianluca Brambilla, ciclista italiano.
  - Micheal Azira, futebolista ugandês.
- 1988
  - Mitchell Langerak, futebolista australiano.
  - Artem Dzyuba, futebolista russo.
- 1989
  - Giacomo Bonaventura, futebolista italiano.
  - Sâmia Bomfim, política brasileira.
  - Tristan Vautier, automobilista francês.
- 1990
  - Mattias Zachrisson, handebolista sueco.
  - Margaux Farrell, nadadora francesa.
- 1991
  - Federico Macheda, futebolista italiano.
  - Ysaora Thibus, esgrimista francesa.
- 1992
  - Keith Powers, ator e modelo norte-americano.
  - Vladimír Coufal, futebolista tcheco.
- 1993 — Laura Dahlmeier, ex-biatleta alemã.
- 1994
  - Pité. futebolista português.
  - Israel Broussard, ator estadunidense.
- 1995
  - Lulu Antariksa, atriz e cantora estadunidense.
  - Diana Bulimar, ginasta romena.
  - Dua Lipa, cantora britânica.
- 1996
  - Junior Firpo, futebolista dominicano.
  - Ingrid Gamarra Martins, tenista brasileira.
- 1997
  - Lautaro Martínez, futebolista argentino.
  - Jacob Dudman, ator britânico.
- 1998 — Germán Bracco, ator mexicano.
- 1999 — Dakota Goyo, ator canadense.

### Século XXI
- 2001 — LaMelo Ball, basquetebolista estadunidense.

## Mortes

### Anteriores ao século XIX
- 0408 — Estilicão, oficial e cônsul romano (n. 359).
- 1155 — Konoe, imperador japonês (n. 1139).
- 1242 — Papa Gregório IX (n. 1145).
- 1280 — Papa Nicolau III (n. 1216).
- 1285 — Filipe Benício, sacerdote católico italiano (n. 1233).
- 1350 — Filipe VI de França (n. 1293).
- 1358 — Isabel de França, rainha de Inglaterra (n. 1295).
- 1482 — Matilde do Palatinado, condessa do Palatinado (n. 1419).
- 1485 — Ricardo III de Inglaterra (n. 1452).
- 1553 — João Dudley, 1.º Duque de Northumberland (n. 1504).
- 1615 — Arthur Agarde, antiquário britânico (n. 1540).

### Século XIX
- 1890 — Vasile Alecsandri, poeta, político e diplomata romeno (n. 1821).

### Século XX
- 1914 — Ernest Psichari, soldado e pensador religioso francês (n. 1883).
- 1922 — Michael Collins, líder revolucionário irlandês (n. 1890).
- 1942 — Alfredo da Silva, empresário português (n. 1871).
- 1976 — Juscelino Kubitschek, médico e político brasileiro, 21.° presidente do Brasil (n. 1902).
- 1978 — Jomo Kenyatta, político queniano (n. 1894).
- 1980 — Ari Lobo, cantor e compositor brasileiro (n. 1930).
- 1981 — Glauber Rocha, cineasta brasileiro (n. 1939).
- 1982 — Arthur Duarte, cineasta português (n. 1895).
- 1991 — Boris Pugo, político letão (n. 1937).
- 1997 — Eduardo Lopes (ciclista), campeão de Portugal (n. 1917).

### Século XXI
- 2001 — Bernard Heuvelmans, naturalista franco-belga (n. 1916).
- 2008 — Frank Cornish, jogador de futebol americano estadunidense (n. 1967).
- 2009 — José Morais e Castro, ator e político português (n. 1939).
- 2010 — Stjepan Bobek, futebolista e treinador de futebol croata (n. 1923).
- 2016 — Toots Thielemans, músico belga de jazz (n. 1922).
- 2016 — Geneton Moraes Neto, jornalista brasileiro (n. 1956).
- 2017
  - Willy Gonser, narrador e comentarista esportivo brasileiro (n. 1936).
  - Pedro Pedrossian, político e engenheiro civil brasileiro (n. 1928).

## Feriados e eventos cíclicos

### Brasil
- Dia do Folclore brasileiro
- Dia do Educador Especial
- Dia do Coordenador Pedagógico

 Aniversário de municípios:
- Itororó, Bahia
- Colatina, Espírito Santo
- Linhares, Espírito Santo
- Cajazeiras, Paraíba
- Araraquara, São Paulo
- Brodowski, São Paulo
- Inúbia Paulista, São Paulo
- Taquaral, São Paulo

### Cristianismo
- Fabrício de Toledo
- João Wall
- Nossa Senhora Rainha
- Sinforiano e Timóteo

## Outros calendários
- No calendário romano era o 11.º dia (XI) antes das calendas de setembro.
- No calendário litúrgico tem a letra dominical C para o dia da semana.
- No calendário gregoriano a epacta do dia é iii.